# Pātāveh-ye Ājam
Pātāveh-ye Ājam (persiska: پاتاوِۀ آجَم, پاتاوِه آجَم) är en ort i Iran.   Den ligger i provinsen Kohgiluyeh och Buyer Ahmad, i den centrala delen av landet, 500 km söder om huvudstaden Teheran. Pātāveh-ye Ājam ligger 1 995 meter över havet och antalet invånare är 113.
Terrängen runt Pātāveh-ye Ājam är kuperad söderut, men norrut är den bergig. Runt Pātāveh-ye Ājam är det ganska glesbefolkat, med 47 invånare per kvadratkilometer. Närmaste större samhälle är Khorram Rāh, 7,2 km norr om Pātāveh-ye Ājam. Omgivningarna runt Pātāveh-ye Ājam är i huvudsak ett öppet busklandskap.